# Alestes
Alestes – rodzaj słodkowodnych ryb kąsaczokształtnych z rodziny alestesowatych (Alestiidae).

## Występowanie
Afryka.

## Klasyfikacja
Gatunki zaliczane do tego rodzaju:
- Alestes ansorgii
- Alestes baremoze
- Alestes bartoni
- Alestes batesii
- Alestes bimaculatus
- Alestes carmesinus
- Alestes comptus
- Alestes dentex
- Alestes grandisquamis
- Alestes humilis
- Alestes inferus
- Alestes liebrechtsii
- Alestes macrophthalmus
- Alestes peringueyi
- Alestes schoutedeni
- Alestes stuhlmannii
- Alestes taeniurus
- Alestes tholloni

Gatunkiem typowym jest Salmo niloticus (=A. dentex).

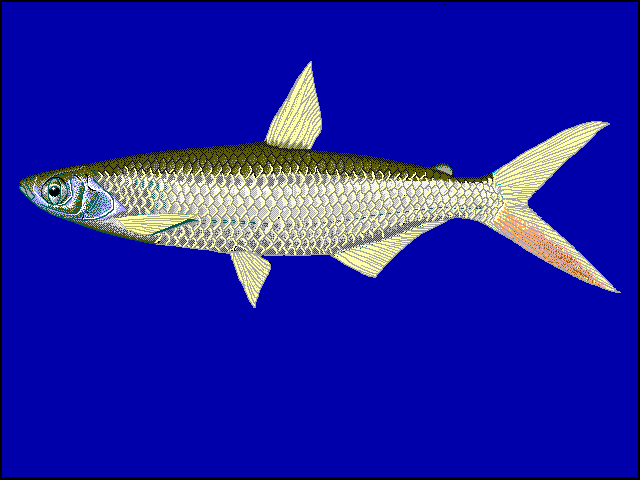
Alestes baremoze